# Cầu tàu Gdynia Orłowo

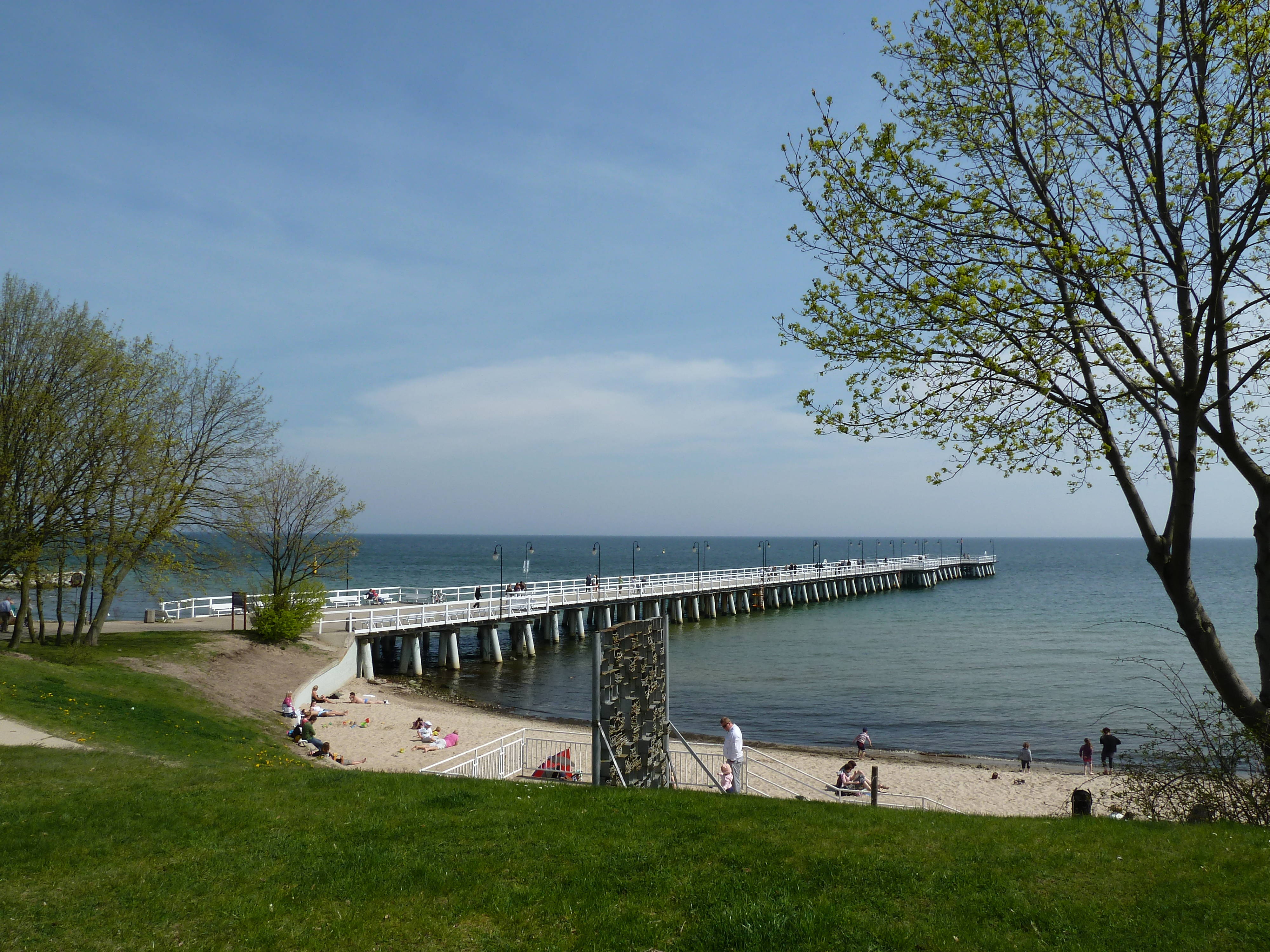
Cầu tàu Gdynia Orłowo

Cầu tàu Gdynia Orłowo (tiếng Ba Lan: Molo w Gdyni Orłowie) - một cầu tàu bằng gỗ nằm ở quận ven biển của thành phố Gdynia.
Là cầu tàu đầu tiên ở Orłowo được xây dựng trong Thế chiến thứ nhất. Cầu tàu có chức năng như một cầu tàu giải trí và như một lối đi dạo cho khu nghỉ mát gần đó. Cầu tàu được mở rộng trong những năm 1920 (khu vực lúc đó là một phần của Đệ nhị Cộng hòa Ba Lan); cầu tàu có chiều dài 115 mét và có chức năng như một cầu tàu cho các tàu nhỏ. Vào cuối những năm 1920, khi sự phổ biến của Orłowo tăng lên, sự cạnh tranh với khu nghỉ mát gần đó là Sopot (khi đó là một phần của Thành phố Tự do Danzig); dẫn đến bến tàu được mở rộng tới 430 mét. Vào tháng 6 năm 1935, khu nghỉ mát Orłowo đã trở thành một quận của thành phố Gdynia.
Năm 1949, cầu tàu bị tàn phá bởi một cơn bão lớn, đã phá hủy hơn một nửa cấu trúc của nó. Năm 1953, phần còn lại của cầu tàu được cải tạo. Hiện tại, cầu tàu có chiều dài 180 mét.
Gần cầu tàu, là vị trí của Sân khấu mùa hè thuộc Nhà hát Gdynia (Scena Letnia Teatru Miejskiego w Gdyni) và Vách đá Orłowo.